# 謝爾蓋·斯拉邊科
謝爾蓋·伊萬諾維奇·斯拉邊科（羅馬化：Serhii Ivanovych Slabenko；1965年8月28日—2023年8月4日），烏克蘭政治及軍事人物。他是第4屆烏克蘭最高拉達議員。

## 生平
斯拉邊科於1965年8月28日出生在沃倫州盧茨克。他在1982年6月從第五中學畢業，1983年7月從盧茨克第一技術大學畢業，同年他在盧茨克工廠和製桶廠工作。1983年11月斯拉邊科應徵入伍加入蘇聯武裝力量。在1984年8月至1988年7月就讀於蘇聯庫爾干高等軍政航空學校，擁有「歷史和社會研究教師」資格。1988年至1991年在軍政航空學院擔任通信和無線技術支援的中隊副指揮官，之後因裁員而退伍。隨後在基輔的國際市場關係和企業學院以及跨地區人事管理學院完成學業。1991年7月至1993年12月，任盧茨克就業中心工程師。1994年至2004年在盧茨克的私營機構擔任董事、執行董事和總經理職務。
斯拉邊科已婚並育有一子和一女。

## 事蹟
斯拉邊科在第19選舉區以烏克蘭總統維克多·尤先科的政黨「我們的烏克蘭」黨員身份當選為第4屆烏克蘭最高拉達議員。2002年至2006年間，擔任最高拉達法律政策委員會下的法院和司法事務分委員會主席。從2006年到2009年，他擔任沃倫州律師資格及紀律委員會認證部門副主席。之後成為律師。自2006年起，他以「我們的烏克蘭」黨員身份當選為沃倫州議會議員，2010年和2015年也分別以「我們的烏克蘭」和「全烏克蘭祖國聯盟」政黨黨員當選為議員。
2022年俄羅斯入侵烏克蘭，斯拉邊科重新入伍參戰對抗俄羅斯。2023年8月7日，烏克蘭最高拉達的Telegram頻道宣佈斯拉邊科在扎波羅熱州的戰鬥中陣亡，並表示烏克蘭最高拉達領導層、烏克蘭人民代表、烏克蘭最高拉達機構領導和工作人員向他們的親友作出誠摯慰問。